# Taió
Taió est une ville brésilienne de l'État de Santa Catarina.

## Géographie
Taió se situe par une latitude de 27° 06′ 59″ sud et par une longitude de 49° 59′ 53″ ouest, à une altitude de 359 mètres.
Sa population était de 17 265 habitants au recensement de 2010. La municipalité s'étend sur 693 km2.
Elle fait partie de la microrégion de Rio do Sul, dans la mésorégion de la Vallée du rio Itajaí.

## Administration
La municipalité est constituée de deux districts :
- Taió (siège du pouvoir municipal)
- Passo Manso

## Villes voisines
Taió est voisine des municipalités (municípios) suivantes :
- Santa Cecília
- Rio do Campo
- Salete
- Witmarsum
- Dona Emma
- Rio do Oeste
- Pouso Redondo
- Mirim Doce